# Георги Митушев
Георги Митушев Кръстев е български революционер, деец на Вътрешната македоно-одринска революционна организация и Вътрешната македонска революционна организация.

## Биография
Роден е в 1876 година в струмишкото село Куклиш, тогава в Османската империя. В 1900 година влиза във ВМОРО и става селски войвода на организацията. В 1904 година четата му влиза в сражението, избухнало при откриването на четата на Кръстьо Новоселски в Куклиш и продължило цяло денонощие. Селската чета отвътре, заедно с помощта от други села с бомби разбива османската блокада и четата на Новоселски се измъква. Загубите на селската милиция са 48 души, а за наказание османците изгарят Куклиш. Отново командва милицията при откриването на четата на Христо Чернопеев в Куклиш, след което става нелегален, какъвто остава до 1912 година.
При избухването на Балканската война с четата си отново се сражава с османците и прекъсва телеграфните връзки. Куклиш е отново изгорено.
Продължава да се занимава с революционна дейност и след като Куклиш попада в Сърбия.
На 23 април 1943 година, като жител на Куклиш, подава молба за българска народна пенсия, която е одобрена и пенсията е отпусната от Министерския съвет на Царство България.